# Mielechy (obwód brzeski)
Mielechy, Mielecki (biał. Меляхі; ros. Мелехи) – wieś na Białorusi, w obwodzie brzeskim, w rejonie lachowickim, w sielsowiecie Honczary.

## Historia
W dwudziestoleciu międzywojennym folwark, kolonia i osada leżące w Polsce, w województwie nowogródzkim, w powiecie baranowickim, w gminie Niedźwiedzica. W 1921 folwark i kolonia liczyły łącznie 33 mieszkańców, zamieszkałych w 4 budynkach, w tym 24 Białorusinów i 9 Polaków. 17 mieszkańców było wyznania prawosławnego i 16 rzymskokatolickiego. Osada była wówczas niezamieszkała.
Po II wojnie światowej w granicach Związku Sowieckiego. Od 1991 w niepodległej Białorusi.